# On My Shield
«On My Shield» es un sencillo de la banda de metalcore Converge. Originalmente estuvo disponible durante la gira europea de la banda en julio de 2010. El sencillo fue lanzado por la propia banda, aunque fue distribuido por los sellos de Converge, Epitaph Records y Deathwish Inc. El lanzamiento físico no contiene un número de catálogo de etiquetas, sin embargo, Deathwish enumera el sencillo como CONCULT01. La canción fue grabada y producida por el guitarrista Kurt Ballou en su estudio GodCity entre las giras estadounidenses y europeas de la banda en 2010 en apoyo de Axe to Fall.

## Lanzamiento
El sencillo fue lanzado como una edición limitada de vinilo de 7" en tres colores diferentes, limitada a 1,000 copias. Una versión se vendió durante las giras europeas de Converge en 2010, otra se vendió a través de la tienda en línea de Epitaph y la versión final fue distribuida a varios vendedores de vinilo. El sencillo también se lanzó a través de varios de los principales distribuidores de música digital a finales de 2010. La decisión de autopublicar «On My Shield», en lugar de lanzarlo a través de algunos de sus sellos, se tomó debido al gran lapso de tiempo desde su anterior lanzamiento en 7". Muchos de los primeros sencillos y EP de Converge fueron autoeditados, y la banda quería lanzar algo "divertido" y "diferente" en la forma en que se puso a disposición el material más antiguo. El lado B muestra un grabado láser del logo de la banda y no presenta ninguna pista. El vocalista Jacob Bannon explicó el significado histórico detrás del logo:
"El símbolo era parte de un dispositivo médico del siglo XVIII utilizado para encontrar imperfecciones a la vista. Utilizamos el símbolo como una metáfora visual para buscar claridad y perspectiva en la vida."
La canción «On My Shield» hizo su debut en la radio en el programa de la BBC Radio 1 The Rock Show with Daniel P. Carter en julio de 2010.

## Recepción
Maxwell de KillYourStereo describió la canción como "puro Converge" y que "musicalmente, la banda continúa escribiendo un híbrido hardcore/punk/metal más intrigante que te castigará como al nuevo chico en prisión." Joshua T. Cohen de BlowTheScene notó que la introducción de «On My Shield» recordaba a «Jane Doe» del álbum de 2001, Jane Doe. Cohen también comentó que la canción incluía, "varios elementos que definen el sonido de Converge, entre los que se incluyen, entre otros, la batería polirrítmica extrema, la guitarra de ambiente a lo ultra denso, la conducción con buen gusto, el bajo distorsionado y el fragmento vocal patentado de Bannon: esta canción lo tiene todo."

## Lista de canciones
Todas las letras escritas por Jacob Bannon, toda la música compuesta por Converge. 
| N.º | Título         | Duración |  |
| 1.  | «On My Shield» | 4:15     |  |

## Personal
| Converge - Jacob Bannon: voz - Kurt Ballou: guitarra - Nate Newton: bajo - Ben Koller: batería Producción y arte - Kurt Ballou: producción, ingeniería, mezcla - Jacob Bannon: diseño, ilustración |